# Joan Baez (álbum)
Joan Baez es el álbum debut de la cantautora estadounidense Joan Báez publicado en 1960 después de su contrato con Vanguard Records. El disco contiene trece canciones de folk tradicionales. Le habían ofrecido un contrato con Columbia pero decidió lanzarlo con el sello de Vanguard. La mayoría de las canciones fueron presentadas por Baez (voz y guitarra) acompañada por Fred Hellerman en algunos sencillos. Faltaban coros, trompetas y algunos instrumentos de cuerdas. El disco tuvo éxito aunque no llegó a la posición más alta en el Billboard 200 hasta 1962, del éxito de su segundo álbum Joan Baez Vol. 2 que llegó al puesto número 15 y estuvo 140 semanas en la lista.
En 1983 Kurth Loder de Rolling Stone describió el disco: "... Le llevó cuatro días, lo grabamos en Manhattan, en un hotel de Nueva York".[cita requerida]
Está en la lista 1001 Albums You Must Hear Before You Die

## Lista de canciones
Todas son canciones populares arregladas por Joan Báez, excepto donde se indique lo contrario.
1. "Silver Dagger" – 2:32
2. "East Virginia" – 3:44
3. "Fare Thee Well (10,000 Miles)" (arrgelos de David Gude) – 3:22
4. "House of the Rising Sun" – 2:56
5. "All My Trials" – 4:41
6. "Wildwood Flower" – 2:37
7. "Donna Donna" (Sholom Secunda, Aaron Zeitlin; letras en inglés de Arthur Kevess, Teddi Schwartz) – 3:15
8. "John Riley" – 3:54
9. "Rake and Rambling Boy" – 1:59
10. "Little Moses" – 3:31
11. "Mary Hamilton" (Child N.º 173) – 5:58
12. "Henry Martin" (Child n.º 250) – 4:15
13. "El Preso Número Nueve" ("The Ninth Prisoner") (Hermanos Cantoral) – 2:48

Pistas adicionales en la reedición
1. "Girl of Constant Sorrow" – 1:46
2. "I Know You Rider" – 3:46
3. "John Riley" (versión extendida) – 4:23